# Asociația Pentru Apărarea Drepturilor Omului în România – Comitetul Helsinki
Asociația pentru Apărarea Drepturilor Omului în România – Comitetul Helsinki (prescurtare APADOR-CH) este o organizație neguvernamentală, non-profit, înființată în 1990 în România, care acționează pentru protecția drepturilor omului și pentru stabilirea echilibrului atunci când acestea sunt în pericol sau sunt încălcate.

## Activitate publică
APADOR-CH se ocupă de încălcări ale drepturilor civile și politice ale persoanelor în raporturile lor cu autoritățile publice. Asociația desfășoară și acțiuni de prevenire si de semnalare a abuzurilor autorităților. APADOR-CH nu se implică în cazuri de conflicte între persoane fizice sau între acestea și instituții private. Asociația decide – în funcție de strategiile sale pe termen scurt și mediu – dacă preia un caz anume, dacă și cum se raliază unor acțiuni inițiate de terți sau dacă și cum reacționează în unele situații ce pot degenera în amenințări la adresa drepturilor civile și politice ale omului. Documentele postate pe siteul asociatiei pot fi consultate și folosite de orice persoană, inclusiv de autorități, cu condiția indicării sursei. Forma de prezentare a documentelor postate se stabilește în exclusivitate de asociație. 
Pentru perioada 2015-2017, APADOR-CH are ca obiective strategice:
- Dezvoltarea unor mecanisme legale și instituționale eficiente de respectare a drepturilor omului și monitorizarea instituțiilor relevante;
- Îmbunătățirea cadrului legislativ și a practicilor privind dreptul la liberă întrunire și asociere, libertatea de exprimare, dreptul la viață privată;
- Dezvoltarea unor practici și mecanisme instituționale pentru creșterea transparenței și bunei guvernări;
- Luarea de poziții publice împotriva amenințărilor la adresa drepturilor omului;
- Sesizarea autorităților publice și inițierea de litigii în cazuri de încălcări ale drepturilor omului;
- Monitorizarea cu prioritate a:
  - Abuzurilor forțelor de ordine;
  - Reglementărilor și practicilor din domeniul siguranței naționale cu impact asupra drepturilor omului;
  - Reglementărilor și practicilor în materia privării de libertate.

Pentru atingerea obiectivelor propuse, APADOR-CH:
- elaborează comentarii scrise și propuneri de modificare a legilor/proiectelor de legi cu impact asupra drepturilor și libertăților civile;
- efectuează investigații extrajudiciare în penitenciare și aresturile Poliției pentru monitorizarea condițiilor de detenție;
- efectuează investigații extrajudiciare în cazuri de încălcări ale dreptului la viață, dreptului de a nu fi torturat, supus la tratamente inumane sau degradante, dreptului la libertate și siguranță a persoanei, pe care le consideră relevante;
- susține cazuri strategice în fața instanțelor naționale și a Curții Europene a Drepturilor Omului;
- inițiază și susține campanii de informare a publicului în probleme privind drepturile omului;
- dialoghează cu autoritățile statului;
- furnizeză informații celor care doresc să se adreseze Curții Europene a Drepturilor Omului;
- desfășoară orice alte activități pe care le consideră relevante.
APADOR-CH nu își limitează activitatea în România, ci caută oportunități de extindere, prin parteneri locali, în regiunile învecinate (Republica Moldova, Balcanii de vest, regiunea Mării Negre).
În 2025, APADOR-CH  a cerut demiterea ministrului Sebastian Burduja, pentru instigare la adresa societății civile.
APADOR-CH  nu este de acord cu decizia CEDO din 6 martie 2025, pronunțată în cauza nr. 37327/24, CEDO (completul de 3 judecători) care a respins, ca inadmisibilă, o cerere formulată în legătură cu anularea alegerilor prezidențiale din România, din anul 2024.
APADOR-CH a cerut Inspecției Judiciare să cerceteze modul în care Parchetul „saltă” oamenii de pe stradă, ca în anii 1950. O acțiune „ca în filme” au derulat organele de forță ale țării, prin ridicarea din trafic a unui cetățean și conducerea sa la audieri, în condițiile în care acesta putea fi citat și chemat de bună voie la poliție.

## Membri
Membrii Consiliului Director al APADOR-CH sunt:
- Marian Ursan
- Liana Ganea
- Bogdan Manolea

Echipa APADOR-CH:
- Dan Mihai - avocat
- Nicoleta Popescu - avocat
- Georgiana Gheorghe - expert drepturile omului
- Silvia Gheorghe - director economic
- Dollores Benezic - comunicare
- Crina Moise- office assistant